# Distretto di Juan Guerra
Il distretto di Juan Guerra è uno dei quattordici distretti  della provincia di San Martín, in Perù. Si trova nella regione di San Martín e si estende su una superficie di 196,5 chilometri quadrati.

Istituito il 31 ottobre 1932, ha per capitale la città di Juan Guerra; al censimento 2005 contava 3.286 abitanti.